# 하베스트 (2024년 영화)
《하베스트》(영어: Harvest)는 2024년 제작된 드라마 영화이다. 아티나 라켈 창가리가 감독과 공동각본을 맡았다. 제81회(2024년) 베네치아 영화제 황금사자상 경쟁후보작이다.

## 출연
- 케일럽 랜드리 존스 - 월터 서스크
- 해리 멜링 - 찰스 켄트
- 로지 매큐언 - 키티 고스
- 어린제이 케니 - 필립 얼
- 탈리사 테이셰이라 - 벨담
- 프랭크 딜레인 - 에드먼드 조던